# 藤屋 (長野市)
株式会社藤屋（ふじや）は、長野県長野市に本社を置くレストラン・ブライダル業を営む企業。
善光寺門前のレストラン・結婚式場「THE FUJIYA GOHONJIN」（旧 御本陳藤屋旅館・国の登録有形文化財）などを運営している。

## 概要

### 善光寺宿の御本陳
前身である御本陳藤屋旅館（ごほんじんふじやりょかん）は、旧北国街道善光寺宿の本陣として長い歴史を持つ旅館である。
善光寺門前の大門町は旅籠の営業を独占する特権を持ち30軒ほどの旅籠があったが、この中で藤屋は本陣として加賀藩前田家の参勤交代時の常宿となっていた（なお、藤屋では「本陣」を「本陳」と表記している）。「一生に一度は詣れ」といわれる名刹・善光寺門前の宿場とあって、大門町は大変な賑わいを見せていたが、藤屋は各宿と客引きの禁止を取り決め、町の格式を保ったという。

### 襲名
藤屋は藤井家の家業である。藤井家の当主は「平内」「平五郎」の名跡を襲名して来た。現在、藤屋が経営する洋菓子店の屋号の由来ともなっている。

### 駅前支店
1888年（明治21年）には開通した直江津線（信越線）の長野駅・吉田駅（北長野駅）前に支店を作った。長野駅前支店は「長野停車場に下れば、右角に三層楼あり」と宣伝され、欧風三階建ての建物だったが、1945年（昭和20年）7月からの駅前道路拡幅の折りに、取り壊されている。

### 對旭館
1892年（明治25年）には、欧風要素を取り入れた木造三層楼に建て替え、裾花川沿いの旭山に対する館として「對旭館（たいきょくかん）」と称した。また、1888年（明治21年）に開通していた信越本線の長野駅・吉田駅（現 北長野駅）前にも支店を出店し（現存せず）、鉄道の時代に入っても旅人の憩いの場であり続けた。

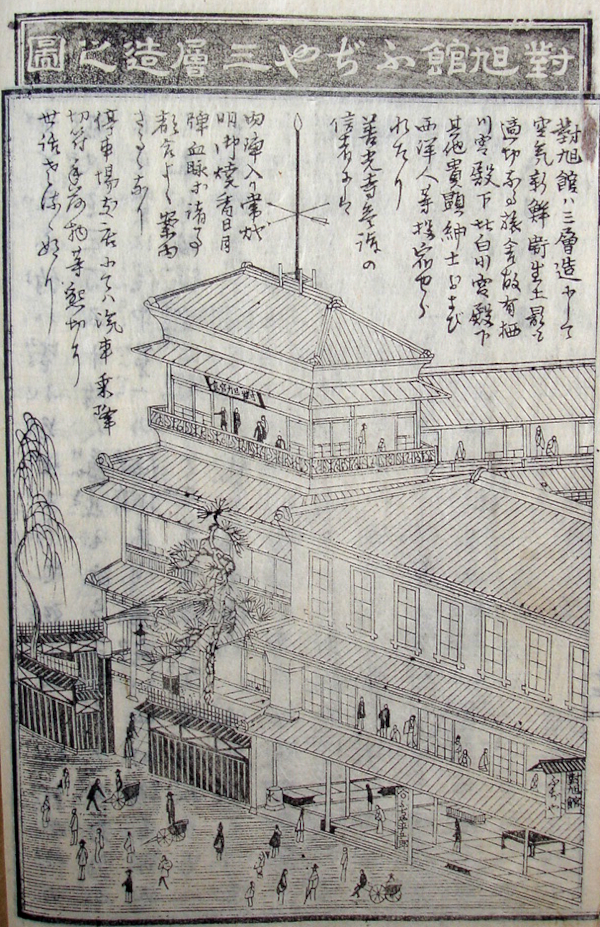
對旭館ふぢや三層造の図

### アール・デコ様式への改築

#### 背景
大正初期から始まった長野市の市区改正事業の中で、藤屋が面する中央通り（善光寺表参道）も1924年（大正12年）から翌年にかけて倍の広さに拡幅された。
これに伴い沿道の商家では「道幅（10間）相応の高さとする」「防火のため庇境を拡張する」「塗屋造または鉄筋コンクリート造とする」等の申し合わせがなされたが、この中で1925年（大正13年）藤屋も洋風建築に改築された。

#### 竣工
1918年（大正7年）の善光寺仁王門再建を担った宮大工・師田庄左衛門が手がけたこの建物は、外観は鉄筋コンクリートにタイルを貼ったアール・デコ調、内部は木造数寄屋造という和魂洋才の館である。

#### 登録有形文化財
この建物は1997年（平成9年）に国の登録有形文化財（建造物）に長野市で初めて登録された。

#### リノベーション
後述する2006年（平成18年）の業態転換に伴い、構造の強化と内外装のリノベーションを行い、現在の大正ロマンとモダニズムが調和する空間に生まれ変わった。

#### 現在
現在でもレストラン・ウェディング会場として運営されている。その意匠は町並みの修景が図られ文化財建造物が立ち並ぶ大門町の中でも、ランドマークとして親しまれている。

### 旅館業からの業態転換
皇族のほか伊能忠敬や伊藤博文、福沢諭吉、渋沢栄一など各時代の名士が通った長野屈指の名門旅館も、1998年（平成10年）の長野オリンピックの閉幕とともに転機を迎える。五輪特需後の宿泊施設の供給過剰や、北陸新幹線や高速道路開通に伴う日帰り客の増加は、藤屋にとっても大きな打撃となっていた。
その中で17代目当主となった藤井大史郎は、京都・東京の実例をもとに、旅館業の休業とレストラン・ウェディングへの業態転換を決断。歴史ある旅館を閉じることに女将ら周囲は反対したが2年かけ納得を得、2006年（平成18年）に旅館業を休業してレストラン・ウェディング業に特化し、「THE FUJIYA GOHONJIN」に改称した。藤屋の理念である「不易流行」の「不易」に当たるものとして古くからの建物・庭園を極力残し、「流行」に当たるものとして今まで希薄だった地元客の利用を業態転換により増やし、若い従業員の採用で新たなサービスの提供を図っている。
2012年（平成24年）には、藤屋の向かいにあり、同じく善光寺宿の老舗でありながら前年に廃業した五明館を改装。パティスリー&カフェ・藤屋別館「平五郎（HEIGORO）」として復活させた。この平五郎は、将来藤屋が旅館業を再開した時に、アメニティやスイーツのショップとして展開することを考えたものである。なお、「平五郎」は藤屋当主が代々襲名する名である。

## 沿革
- 1648年（慶安元年） - 創業
- 1776年（安永5年） - これ以降、善光寺宿の本陣を藤井家が独占[16]
- 1925年（大正13年） - 現在のアール・デコ様式建築に建て替え
- 1950年（昭和25年）4月27日 - 法人化
- 1997年（平成9年）6月24日 - 建物が国の登録有形文化財（建造物）に登録される
- 2006年（平成18年）4月 - 旅館業を休業し、レストラン・ウェディング業に転換。THE FUJIYA GOHONJINに改称
- 2012年（平成24年）4月20日 - 藤屋別館「平五郎（HEIGORO）」開業
- 2014年（平成26年）3月20日 - 軽井沢・プリンスショッピングプラザに「門前洋食 藤屋」開業
- 2015年（平成27年）3月 - 長野駅ステーションビルMIDORIに「平五郎 MIDORI 長野店」開業
- 2023年（令和5年）11月 - 小諸宿本陣主屋を活用したレストラン「KOMORO HONJIN OMOYA」開業

## 店舗・営業

### THE FUJIYA GOHONJIN
- 住所： 長野県長野市大門町80
- アクセス： JR・長野電鉄長野駅からアルピコ交通（川中島バス）10〜17系統ほか「善光寺大門」下車すぐ

#### 施設
3階
- THE GRAND HALL TAIKYOKU - パーティー会場

2階
- THE SANDOH - パーティー会場

1階
- THE SALON - サロン。旧社交場「藤倶楽部」
- THE LOUNGE - 庭園に臨むラウンジ。
- THE ALCOVE - カフェ・バーの一部
- THE MAIN DINING WISTERIA - オープンキッチンのレストラン・パーティー会場
  - ランチ - 平日11:30-15:00（14:00ラストオーダー）
  - ディナー - 平日17:30-22:00／土日19:00-22:00（21:00ラストオーダー）
- ANTE ROOM - 新郎新婦控室。旧宝蔵
- THE HONJIN - 会食・パーティー会場。旧VIPルーム「本陳の間」1階
- THE AOGIRI - 会食・パーティー会場。旧VIPルーム「本陳の間」2階
- 日本庭園
- THE BRICKS MUSIC HALL - 音楽堂・挙式施設

### パティスリー 平五郎 本店
建物は旧「扇屋 五明館」。ケーキや焼き菓子等の洋菓子を製造・販売する商店で、カフェを併設する。屋号の「平五郎」は藤屋の当主が代々襲名した名前に由来する。
- 住所： 長野県長野市大門町515
- アクセス： JR・しなの鉄道・長野電鉄長野駅からアルピコ交通（川中島バス）10〜17系統ほか「善光寺大門」下車すぐ
- 営業時間： 平日 11:00-18:00｜土曜日 10:00-18:00｜日曜日・祝日 11:00-17:00
- 定休日： 火曜日（祝日の場合は営業）

### 平五郎 MIDORI 長野店
長野駅ステーションビルMIDORI「信州おみやげ参道 ORAHO」内の土産菓子店。
- 住所： 長野県長野市南千歳1丁目22-6
- アクセス： JR・しなの鉄道・長野電鉄長野駅駅ビル2F
- 営業時間： 9:00-20:00

### 門前洋食 藤屋
軽井沢・プリンスショッピングプラザ「軽井沢 味の街」内の洋食店。
- 住所： 長野県北佐久郡軽井沢町軽井沢1178
- アクセス： JR・しなの鉄道軽井沢駅南口すぐ
- 営業時間： 11:00-22:00

### KOMORO HONJIN OMOYA
小諸宿本陣主屋を活用したレストラン。
- 住所： 長野県小諸市大手1-6-14
- アクセス： JR・しなの鉄道小諸駅すぐ
- 営業時間： 11:30-15:00｜17:30-21:00

## 善光寺七福神
御本陣藤屋には善光寺七福神の一つ、布袋尊が祀られている。善光寺七福神の中で唯一寺社ではない。
祀られている布袋尊は、戦艦大和最後の艦長である有賀幸作（長野県出身）の生家に伝わるものである。
その他の善光寺七福神
- 刈萱山西光寺（北石堂町） - 寿老人
- 秋葉神社・紫雲山頼朝院十念寺（西後町） - 福禄寿
- 世尊院（元善町） - 毘沙門天
- 大国主神社（南県町） - 大黒天
- 蓮池山往生院（権堂町） - 弁財天
- 西宮神社（岩石町） - 恵比寿天